# روبرت إتيان
روبرت إتيان (بالفرنسية: Robert Étienne)‏ هو عالم آثار كلاسيكية فرنسي، ولد في 25 فبراير 1921 في ميرينياك في فرنسا، وتوفي في 4 يناير 2009 في بوردو في فرنسا.